# Films dérivés de Star Wars
Pour un article plus général, voir Star Wars au cinéma.
 Pour plus de détails, voir Fiche technique et Distribution
Les films dérivés de Star Wars sont des films détaillant des évènements se déroulant parallèlement ou en dehors des épisodes de la saga, par conséquent ils font tous partie de l'univers étendu.

## The Clone Wars(2008)

### Développement

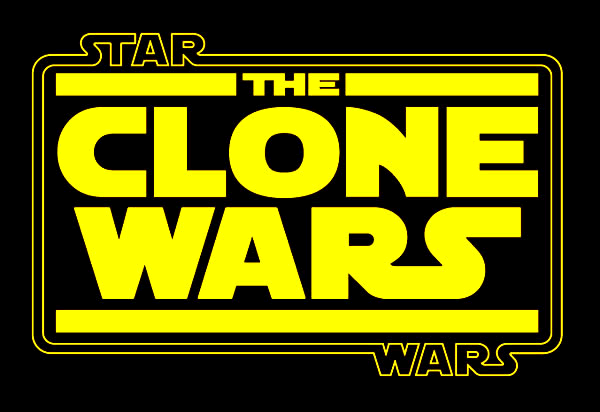
Logo de Star Wars: The Clone Wars.

Star Wars: The Clone Wars a été réalisé afin de servir de pilote à la série télévisée d'animation du même nom. C'est après avoir vu les premiers épisodes que George Lucas a l'idée de faire un film. Ces premiers épisodes qui étaient initialement prévus pour la télévision, ont été fusionnés et retravaillés, afin d'être projeté dans les salles de cinéma. L'histoire du jeune Hutt enlevé est inspirée du film de samouraï Shogun’s Shadow de Sonny Chiba. Warner Bros. suivait le développement de la série depuis le début, et Lucas décida d'en faire un film après les premiers visionnages, déclarant « C'est si beau, pourquoi ne pas simplement utiliser l'équipe et faire un film ? ». Howard Roffman, président de Lucas Licensing, commenta la décision en disant que « quelquefois la façon de travailler de George est étrange ». Pour la productrice Catherine Winder, cette décision soudaine ajoute de la difficulté dans une série qui est déjà sophistiquée et complexe, mais elle trouve que c'est une bonne façon de démarrer une série, et au vu des contraintes budgétaires de l'époque, l'équipe était obligée de faire des choses qui ne se faisaient pas.

### Fiche technique
| Réalisation     | Dave Filoni      |
| Scénario        | Henry Gilroy     |
| Scénario        | Steven Melching  |
| Scénario        | Scott Murphy     |
| Production      | Catherine Winder |
| Dates de sortie | 15 août 2008     |
| Dates de sortie | 27 août 2008     |

### Distribution
| Personnages introduits par la trilogie originale | Personnages introduits par la trilogie originale | Personnages introduits par la trilogie originale | Personnages introduits par la trilogie originale |
| ------------------------------------------------ | ------------------------------------------------ | ------------------------------------------------ | ------------------------------------------------ |
| Obi-Wan Kenobi                                   | James Arnold Taylor                              | James Arnold Taylor                              | James Arnold Taylor                              |
| Anakin Skywalker                                 | Matt Lanter                                      | Matt Lanter                                      | Matt Lanter                                      |
| Palpatine / Dark Sidious                         | Ian Abercrombie                                  | Ian Abercrombie                                  | Ian Abercrombie                                  |
| C-3PO                                            | Anthony Daniels                                  | Anthony Daniels                                  | Anthony Daniels                                  |
| Yoda                                             | Tom Kane                                         | Tom Kane                                         | Tom Kane                                         |
| Personnages introduits par la prélogie           |                                                  |                                                  |                                                  |
| Soldats clones                                   | Dee Bradley Baker                                | Dee Bradley Baker                                | Dee Bradley Baker                                |
| Padmé Amidala                                    | Catherine Taber                                  | Catherine Taber                                  | Catherine Taber                                  |
| Comte Dooku                                      | Christopher Lee                                  | Christopher Lee                                  | Christopher Lee                                  |
| Mace Windu                                       | Samuel L. Jackson                                | Samuel L. Jackson                                | Samuel L. Jackson                                |
| Droïde de combat                                 | Matthew Wood                                     | Matthew Wood                                     | Matthew Wood                                     |
| Personnages introduits par The Clone Wars        |                                                  |                                                  |                                                  |
| Ahsoka Tano                                      | Ashley Eckstein                                  | Ashley Eckstein                                  | Ashley Eckstein                                  |
| Amiral Wullf Yularen                             | Tom Kane                                         | Tom Kane                                         | Tom Kane                                         |
| Narrateur                                        | Tom Kane                                         | Tom Kane                                         | Tom Kane                                         |
| Asajj Ventress                                   | Nika Futterman                                   | Nika Futterman                                   | Nika Futterman                                   |
| Ziro le Hutt                                     | Corey Burton                                     | Corey Burton                                     | Corey Burton                                     |

## SérieA Star Wars Story(2016-2018)

### Développement
Un troisième film était prévu pour 2020. Après les performances décevantes de Solo, Collider annonce que la production de films dérivés sous la licence A Star Wars Story est suspendue par Lucasfilm ; ce qui est relayé par la presse. Lucasfilm via ABC, autre filiale de Disney, annonce que cette information est erronée et que d'autres films sont toujours prévus. Cependant en octobre 2018, la productrice Kathleen Kennedy annonce lors d'une interview que le film sur Boba Fett est annulé afin de se concentrer sur les nouvelles séries télévisées à venir.

### Fiche technique
| Rogue One       | Solo             |                  |
| --------------- | ---------------- | ---------------- |
| Réalisation     | Gareth Edwards   | Ron Howard       |
| Scénario        | Chris Weitz      | Lawrence Kasdan  |
| Scénario        | Tony Gilroy      | Jon Kasdan       |
| Production      | Kathleen Kennedy | Kathleen Kennedy |
| Production      | Tony To          |                  |
| Dates de sortie | 16 décembre 2016 | 25 mai 2018      |
| Dates de sortie | 14 décembre 2016 | 23 mai 2018      |

### Distribution
|                                                  | Films                                            | Films                                            |                                                  |
| Rogue One (2016)                                 | Solo (2018)                                      |                                                  |                                                  |
| Personnages introduits par la trilogie originale | Personnages introduits par la trilogie originale | Personnages introduits par la trilogie originale | Personnages introduits par la trilogie originale |
| ------------------------------------------------ | ------------------------------------------------ | ------------------------------------------------ | ------------------------------------------------ |
| Han Solo                                         |                                                  | Alden Ehrenreich                                 |                                                  |
| Princesse Leia Organa                            | Ingvild Deila                                    |                                                  |                                                  |
| Grand Moff Tarkin                                | Guy Henry                                        |                                                  |                                                  |
| Dark Vador                                       | Spencer Wilding                                  |                                                  |                                                  |
| Dark Vador                                       | Daniel Naprous                                   |                                                  |                                                  |
| Dark Vador                                       | James Earl Jones (voix)                          |                                                  |                                                  |
| Chewbacca                                        |                                                  | Joonas Suotamo                                   |                                                  |
| Lando Calrissian                                 |                                                  | Donald Glover                                    |                                                  |
| C-3PO                                            | Anthony Daniels                                  |                                                  |                                                  |
| Mon Mothma                                       | Genevieve O'Reilly                               |                                                  |                                                  |
| Général Jan Dodonna                              | Ian McElhinney                                   |                                                  |                                                  |
| Personnages introduits par la prélogie           |                                                  |                                                  |                                                  |
| Bail Organa                                      | Jimmy Smits                                      |                                                  |                                                  |
| Dark Maul                                        |                                                  | Ray Park                                         |                                                  |
| Dark Maul                                        | Sam Witwer (voix)                                |                                                  |                                                  |
| Personnage introduit par The Clone Wars          |                                                  |                                                  |                                                  |
| Saw Gerrera                                      | Forest Whitaker                                  |                                                  |                                                  |
| Personnages introduits par Rogue One             |                                                  |                                                  |                                                  |
| Jyn Erso                                         | Felicity Jones                                   |                                                  |                                                  |
| Capitaine Cassian Andor                          | Diego Luna                                       |                                                  |                                                  |
| Chirrut Îmwe                                     | Donnie Yen                                       |                                                  |                                                  |
| Directeur Orson Krennic                          | Ben Mendelsohn                                   |                                                  |                                                  |
| Baze Malbus                                      | Jiang Wen                                        |                                                  |                                                  |
| K-2SO                                            | Alan Tudyk                                       |                                                  |                                                  |
| Bodhi Rook                                       | Riz Ahmed                                        |                                                  |                                                  |
| Galen Erso                                       | Mads Mikkelsen                                   |                                                  |                                                  |
| Personnages introduits par Solo                  |                                                  |                                                  |                                                  |
| Qi'Ra                                            |                                                  | Emilia Clarke                                    |                                                  |
| Tobias Beckett                                   |                                                  | Woody Harrelson                                  |                                                  |
| Val                                              |                                                  | Thandie Newton                                   |                                                  |
| L3-37                                            |                                                  | Phoebe Waller-Bridge                             |                                                  |
| Dryden Vos                                       |                                                  | Paul Bettany                                     |                                                  |

## Trilogie deRian Johnson

### Développement
Une nouvelle trilogie est annoncée le 9 novembre 2017. Ces films seront sans lien direct avec la saga de la famille Skywalker et les épisodes numérotés des trois trilogies précédentes. Le premier volet de cette trilogie sera écrit et réalisé par Rian Johnson, scénariste et réalisateur de l'épisode VIII, et produit par Ram Bergman.
À la suite de cette annonce, des spéculations sont apparues concernant l'époque qui sera abordée dans cette trilogie. Le lointain passé de l'ancienne République développé dans l'univers « Légendes » de Star Wars, comprenant entre autres le jeu vidéo Knights of the Old Republic, semble séduire les médias et les amateurs de la franchise,. Cette idée a cependant été démentie par Johnson quelques semaines plus tard ; celui-ci se déclarant être plus intéressé de créer quelque-chose de complètement nouveau — lieux et personnages.

## Série de films deDavid BenioffetD.B. Weiss

### Développement
Une nouvelle série de films est annoncée par Lucasfilm le 6 février 2018. Ces films, dont le nombre n'est pas déterminé, seront écrits et produits par les créateurs de la série télévisée Game of Thrones, David Benioff et D.B. Weiss. Ces films ne feront partie ni de la saga principale, ni de la trilogie produite par Rian Johnson. Le premier film est annoncé pour 2022.

### Annulation
Ayant conclu un accord avec Netflix, Benioff et Weiss renoncent finalement à leur projet, sans que l'on sache si la série en question sera prise en charge par un autre producteur, ou annulée.